# مندرس (متروی استانبول)
مندرس (انگلیسی: Menderes) یکی از ایستگاه‌های شاخه بی خط ام۱ متروی استانبول است.
این ایستگاه که در منطقه اسنلر قرار دارد در سال ۲۰۱۳ تاسیس شده‌است.